# 김해구지초등학교
김해구지초등학교(金海龜旨初等學校, Kimhae Gugi Elementary School)는 대한민국 경상남도 김해시 구산동에 있는 공립 초등학교이다.

## 학교 연혁
| 2024.03.01 | 2024. 디지털교육 선도학교 운영                    |
| 2024.03.01 | 초등 44(3)학급, 유치원 3(1)학급 편제              |
| 2024.02.07 | 제 18회 졸업장 수여식(178명) 총 2,768명           |
| 2023.03.01 | 초등45(2)학급,유치원3(1)학급 편제                 |
| 2023.02.14 | 제17회졸업장수여식(176명)총:2590명                |
| 2022.09.01 | 제 7대 정남미 교장 부임                           |
| 2022.03.01 | 초등45(2)학급,유치원3(1)학급 편제                 |
| 2022.02.15 | 제16회졸업장수여식(164명)총:2414명                |
| 2021.03.01 | 초등43(1)학급,유치원3(1)학급 편제                 |
| 2021.02.10 | 제15회졸업장수여식(177명) 총:2250명               |
| 2020.03.01 | 초등46(1)학급, 유치원3(1)학급 편제                |
| 2020.02.29 | 2020. 진주교육대학교 교육실습 협력학교 재지정     |
| 2020.02.14 | 제14회졸업장수여식(196명) 총:2,073명              |
| 2019.03.01 | 초등 48(1)학급, 유치원 3(1)학급 편제              |
| 19.02.19   | 제13회졸업장수여식(187명) 총:1,877명              |
| 18.09.01   | 제 6대 예성수 교장 부임                           |
| 18.03.01   | 초등 47(1)학급, 유치원 3(1)학급 편제              |
| 18.02.13   | 제12회 졸업장 수여식(170명) 총: 1,690명           |
| 17.08.03   | 2018. 진주교육대학교 교육실습 협력학교 지정       |
| 17.03.01   | 제5대 정상율 교장 부임                            |
| 17.02.17   | 제11회 졸업장 수여식(176명) 총: 1,520명           |
| 16.09.23   | 과학실 환경 개선 사업                             |
| 16.02.17   | 제 10회 졸업장 수여식(172명) 총: 1,344명          |
| 16.02.11   | 교사내 계단 보수공사 및 보건실 리모델링           |
| 15.09.01   | 제4대 김효문 교장 부임                            |
| 15.02.13   | 제 9회 졸업장 수여식(135명) 총 : 1,172명          |
| 15.02.07   | 학교후문 통학용 데크 및 육교 설치                 |
| 13.03.01   | 기초학력책임지도 지역중심학교 운영                |
| 13.03.01   | 40학급 편제                                       |
| 13.02.20   | 제7회 졸업장 수여식(161명)                        |
| 13.01.30   | 본교 5층 증축공사                                 |
| 12.12.08   | 경상남도교육청 지정 독서교육 우수학교 선정        |
| 12.09.01   | 제3대 박경표 교장 부임                            |
| 12.03.02   | 34학급으로 증설                                   |
| 12.02.27   | 제6회 졸업식                                      |
| 11.04.12   | 초등 맞춤식 직무학교 대상학교 선정                |
| 11.04.11   | 학부모 학교참여 지원사업 대상학교 선정            |
| 11.04.08   | 창의경영학교 선정(교과부)                         |
| 11.04.07   | 학생자치법정 선도학교 선정                        |
| 11.03.28   | 초등 안심알리미 서비스 대상학교 선정              |
| 11.03.02   | 지구별 자율장학 중점학교 선정                     |
| 11.02.22   | 학교 운동장 녹화사업 선정학교 선정                |
| 11.02.18   | 제5회 졸업식                                      |
| 11.02.16   | 체육관 바닥교체 공사 완공                         |
| 11.01.21   | 대한민국 어린이 국회 대상학교 선정                |
| 10.12.30   | 음식물쓰레기 줄이기 실천사례 공모전(환경부)입상   |
| 10.11.30   | 학부모 학교참여 지원사업 대상학교 교과부장관 표창 |
| 10.06.13   | 김해숲길 마라톤 대회 최우수교 선정                |
| 10.04.02   | 학부모 학교참여 지원사업 대상학교 선정            |

## 학교 현황

### 학급현황
| 학년별 | 학년별 | 1   | 2    | 3    | 4   | 5    | 6   | 계    | 유치원 |
| 학급수 | 학급수 | 6   | 8(1) | 7(1) | 8   | 7(1) | 8   | 44(3) | 3(1)   |
| 학생수 | 남     | 76  | 87   | 69   | 105 | 67   | 100 | 504   | 8      |
| 학생수 | 여     | 56  | 94   | 74   | 93  | 71   | 92  | 480   | 14     |
| 학생수 | 계     | 132 | 181  | 143  | 198 | 138  | 192 | 984   | 22     |

### 교직원현황
| 구분 | 교장 | 교감 | 보직 교사 | 교사 | 특수 교사 | 보건 교사 | 상담 교사 | 사서 교사 | 보결 전담 교사 | 기초 학력 교사 | 유치원 교사 | 유치원 시기간제 | 행정 일반직 | 교원 대체직 | 교육 공무직 | 사회 복무 요원 | 당직 근로 | 계 |
| 남   |      | 1    | 6         | 5    |           |           |           |           |                |                |             |                 | 1           | 1           | 2           | 1              | 2         | 19 |
| 여   | 1    | 1    | 6         | 31   | 3         | 1         | 1         | 1         | 1              | 2              | 4           | 1               | 3           | 1           | 19          |                |           | 76 |
| 계   | 1    | 2    | 12        | 36   | 3         | 1         | 1         | 1         | 1              | 2              | 4           | 1               | 4           | 2           | 21          | 1              | 2         | 95 |

### 학교시설현황
| 구분 | 교장실 | 교무실 | 행정실 | 일반 교실 | 방과후 교실 | 연구실 | 급식소 | 체육관 | 시청각실 | 특별실 | 유치원 |
| 수   | 1      | 1      | 1      | 44(3)     | 4           | 11     | 1      | 1      | 1        | 12     | 3      |

## 참고 자료
- 김해구지초등학교 - 한국교육학술정보원 학교알리미